# 基斯山
77°17′S 166°35′E / 77.283°S 166.583°E
基斯山是南極洲的山峰，位於羅斯島西北部，處於伯德山西南面4公里，海拔高度約1,100米，由新西蘭地理委員會命名，該山峰現時由南極條約體系管理。